# The Bishop's Emeralds
The Bishop's Emeralds è un film muto del 1919 diretto da John B. O'Brien. La sceneggiatura di Frank S. Beresford si basa sull'omonimo romanzo di Houghton Townley pubblicato a New York nel 1908.

## Trama
Mabel Bannister, in visita a Ripley Manor, si innamora di Jack Cardew ma il loro amore si scontra con i dubbi di lord Cardew, il padre di Jack, che vorrebbe sapere chi sia la madre della ragazza, di cui nessuno sa niente. Lady Hester, invece, la matrigna di Jack, è favorevole a quell'unione. Come atto conciliante, al castello viene invitato Richard Bannister, il padre di Mabel che, anche se tutti lo ignorano, è un ladro. In segreto, Mabel e Jack si sposano. Ma poi lei scopre che il padre e Voss, il suo valletto, stanno progettando di rubare gli smeraldi Cardew; Richard, per farla tacere, minaccia di dire che anche lei era a conoscenza del piano.
Mabel non li denuncia, ma chiede a Jack di annullare il loro matrimonio. Nel frattempo, lady Hester ha riconosciuto in Bannister il suo primo marito, Richard Gordon, che lei credeva fosse morto dieci anni prima. Bannister, rapito dal fascino dell'ex moglie, vuole tornare con lei, mettendo da parte i suoi progetti di rapina. Ma Voss, furioso per il suo voltafaccia, lo pugnala e ruba gli smeraldi. Prima di morire, Bannister spara e uccide il complice. Lady Hester, dopo avere confessato il suo passato, viene perdonata.

## Produzione
Il film fu il primo prodotto dalla Virginia Pearson Photoplays Inc., la casa di produzione fondata dall'attrice. Venne girato negli studios della Thanhouser a New Rochelle. Louis Meyer, presidente della compagnia, era in società con il Theatre Magazine e non va confuso con Louis B. Mayer, anche lui produttore, che in seguito sarebbe diventato presidente della MGM.

## Distribuzione
Il copyright del film, richiesto dalla Virginia Pearson Photoplays, Inc., fu registrato il 19 giugno 1919 con il numero LU13853.

Distribuito dalla Pathé Exchange e presentato da Louis Meyer, il film uscì nelle sale statunitensi l'8 giugno 1919.
Non si conoscono copie ancora esistenti della pellicola che viene considerata presumibilmente perduta.